# Drino aurifera
Drino aurifera är en tvåvingeart som först beskrevs av Villeneuve 1943.  Drino aurifera ingår i släktet Drino och familjen parasitflugor.
Artens utbredningsområde är Kongo. Inga underarter finns listade i Catalogue of Life.